# Nemoraea bequaerti
Nemoraea bequaerti är en tvåvingeart som beskrevs av Fritz Isidore van Emden 1960. Nemoraea bequaerti ingår i släktet Nemoraea och familjen parasitflugor. Inga underarter finns listade i Catalogue of Life.